# Déron Payne
Déron Payne is een Nederlands–Amerikaans voetballer die bij voorkeur als rechtsback speelt. Hij tekende in mei 2022 een contract tot medio 2025 bij FC Volendam, dat hem overnam van Koninklijke HFC.

## Loopbaan
Payne speelde in de jeugd voor SV Hoofddorp, FC VVC, AZ en Koninklijke HFC. Bij laatsgenoemde club brak hij in het seizoen 2021/22 door in het eerste elftal, uitkomend in de Tweede divisie. In april 2022 kwam het nieuws naar buiten dat hij de overstap zou maken naar Sparta Rotterdam,  maar hij koos uiteindelijk toch voor FC Volendam.
In mei 2022 tekende Payne een contract tot de zomer van 2025 bij FC Volendam, waar hij in eerste instantie aanhaakte bij Jong FC Volendam. Op 6 november 2022 liet trainer Wim Jonk hem debuteren in het eerste elftal in een thuiswedstrijd tegen Feyenoord. Hij zou later dat seizoen nog tweemaal als invaller in actie komen, tegen SC Cambuur en RKC Waalwijk. Payne groeide in het seizoen 2024/25 uit tot vaste rechtsback in het elftal van de nieuwe trainer Rick Kruys. In februari 2025 verlengde Payne zijn contract bij FC Volendam met drie seizoenen, tot medio 2028.

## Trivia
- Déron Payne is onderdeel van een voetbalfamilie. Zo kwam zijn broer Desevio in het betaald voetbal uit voor FC Groningen, SBV Excelsior en FC Emmen. Van 2021 tot 2023 speelde de twee samen bij Koninklijke HFC.[6] Zijn andere broer Devyn speelt bij ADO Den Haag.

## Statistieken
| Seizoen | Club             | Competitie     | Competitie | Competitie | Beker | Beker | Overig | Overig | Totaal | Totaal |
| Seizoen | Club             | Competitie     | Wed.       | Dlp.       | Wed.  | Dlp.  | Wed.   | Dlp.   | Wed.   | Dlp.   |
| ------- | ---------------- | -------------- | ---------- | ---------- | ----- | ----- | ------ | ------ | ------ | ------ |
| 2021/22 | Koninklijke HFC  | Tweede divisie | 23         | 0          | 0     | 0     | 0      | 0      | 23     | 0      |
| 2022/23 | Jong FC Volendam | Tweede divisie | 24         | 0          | 0     | 0     | 0      | 0      | 24     | 0      |
| 2022/23 | FC Volendam      | Eredivisie     | 3          | 0          | 0     | 0     | 0      | 0      | 3      | 0      |
| 2023/24 | FC Volendam      | Eredivisie     | 15         | 0          | 1     | 0     | 0      | 0      | 16     | 0      |
| 2024/25 | FC Volendam      | Eerste divisie | 31         | 1          | 2     | 0     | 0      | 0      | 33     | 1      |
| 2025/26 | FC Volendam      | Eredivisie     | 0          | 0          | 0     | 0     | 0      | 0      | 0      | 0      |
| Totaal  | Totaal           | Totaal         | 96         | 1          | 3     | 0     | 0      | 0      | 99     | 1      |

Bijgewerkt op 23 juni 2025.
2 Beukers ·
3 Amevor ·
4 Mbuyamba ·
5 Anita ·
6 Plat ·
7 Ould-Chikh ·
8 Jacobs ·
9 Veerman  ·
10 Kuwas ·
11 Oehlers ·
12 Payne ·
14 Steur ·
15 Bouziane ·
16 Ngom ·
18 Bukala ·
19 Mau-Asam ·
20 Van Oevelen ·
21 Mühren ·
22 Lauwers ·
23 Curiel ·
25 Blondeau ·
26 Cabral ·
28 Esajas ·
30 Samson ·
31 Wong-A-Soij ·
32 Leliendal ·
34 Nazih ·
36 De Haan ·
39 Zijlstra ·
46 Van der Horst ·
53 Bijnoe ·
77 Demircioğlu ·
Coach: Kruys
· Assistent-coach: Van Boven
· Assistent-coach: Dingsdag
· Keeperstrainer: Van der Geest